# Geraniaceae
Geraniaceae (фамилија здраваца) обухвата око 800 врста зељастих биљака, сврстаних у 7 родова. Представници фамилије расту на свим континентима изузев Антарктика.